# Корпоратократија
Корпоратократија (енгл. corporatocracy - моћ корпорација) је облик владавине, односно политичког система, у коме државом управљају моћне и богате корпорација, а врши се директно од њих или изабраних и именованих представника који наступају штитећи њихове интересе.
Неке веће корпорације и институције, које се често помињу као оне које утичу на рад влада су:
- Светска трговинска организација
- Бритиш петролеум
- Светска банка

Џон Перкинс у својој књизи „Исповести економског убице“ корпоратократију дефинише као „људи, мушкарци и жене који управљају највећим корпорацијама. Они контролишу владу САД преко финансијских институција, а преко њих и већину влада на свету. Они контролишу медије, директно их поседују.. Ови људи су погон једне идеје - извлачење максимума профита .. "
Перкинс је такође говори да је корпоратократија одговорна за:
- Рушење Мосадека у Ирану 1953. године
- Сиромаштва у земљама трећег света
- Рат у Ираку
- финансијске кризе из 2008. и рецесије крајем 2000.
- и намерно гурање у стечај земља дужника, да би их ставила у вечни однос повериоца.